# Taenaris cyclopides
Taenaris cyclopides är en fjärilsart som beskrevs av Hans Fruhstorfer 1910. Taenaris cyclopides ingår i släktet Taenaris och familjen praktfjärilar. Inga underarter finns listade i Catalogue of Life.